# Фонтан Сібелес

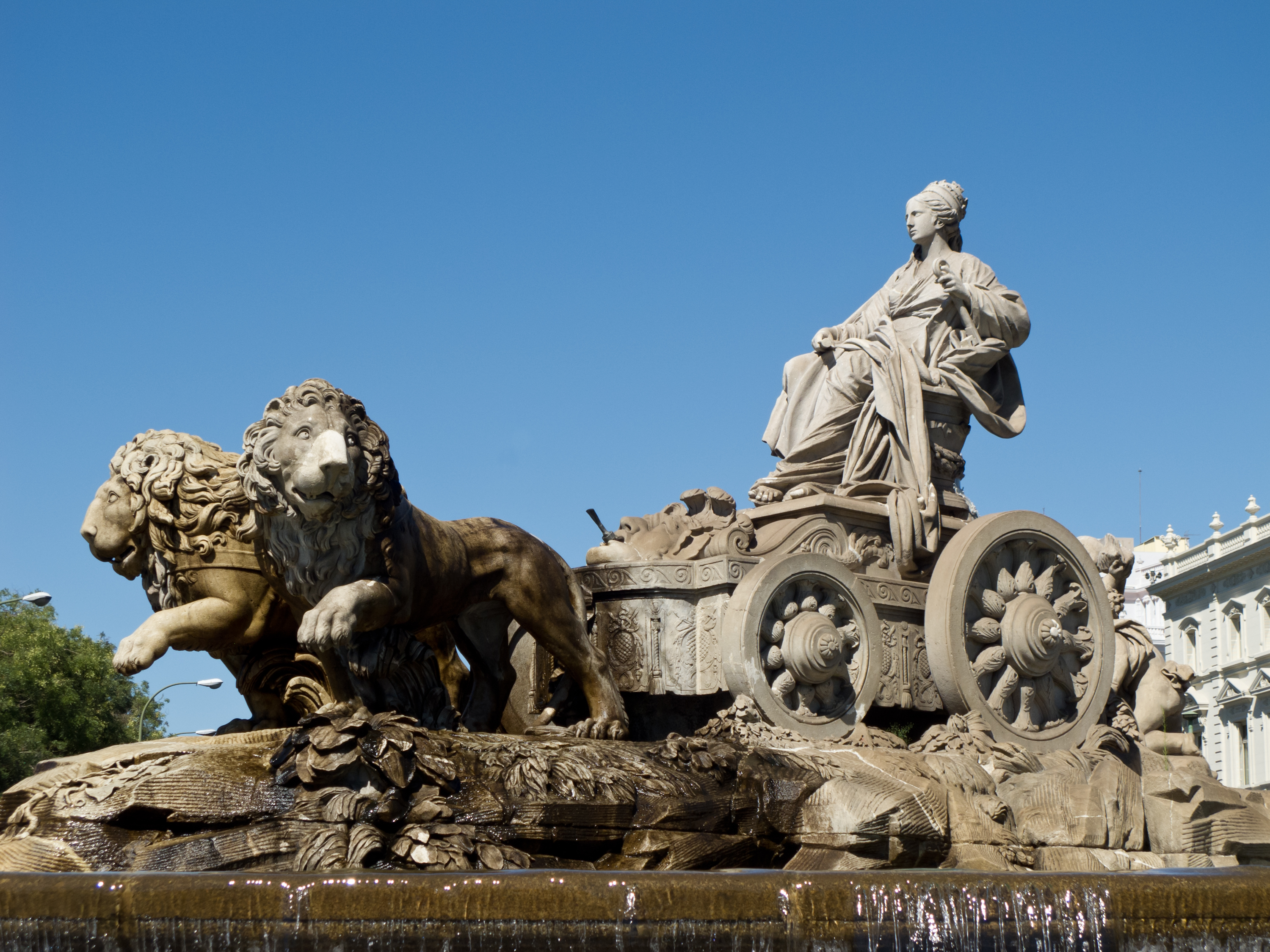
Фонтан Сібелес

Фонтáн Сібéлес (ісп. Fuente de Cibeles або ісп. La Cibeles) — фонтан на однойменній площі Мадрида, першій, побудованій на бульварі Прадо. Зведений в 1782 році одночасно з палацом Буенавіста під час реалізації проекту Салон-дель-Прадо поруч з палацом Вільяермоса, сучасним Музеєм Тіссена-Борнеміси, і Готель Palace). Скульптурну композицію фонтану становить фігура богині Кібели, уособлення матері-природи, покровительки землеробства та родючості, на колісниці, запряженій левами.

## Історія
Король Карл III, який перебував під впливом ідей Просвітництва, провів ряд реформ в області адміністративного управління, господарства та освіти. Зміни торкнулися і сфери містобудування. За його правління в іспанських містах з'явилися вуличне освітлення, водопровід, вулиці почали моститися бруківкою. Столиця королівства, Мадрид, мала перебудована, щоб стати в один ряд з такими європейськими центрами, як Париж або Лондон. Серед проектів, покликаних змінити вигляд столиці, таких як Пуерта де Алькала або фонтан Нептуна, був і фонтан Сібелес в Салон дель Прадо, задуманий як місце відпочинку мадридців.
Фонтан був спроектований в 1777 Вентурою Родрігесом (ісп. Ventura Rodríguez), Maestro Mayor Мадрида. Скульптура самої богині та колісниця виконані Франсіско Гутьєрресом, скульптор Роберто Мішель створив статуї левів, оформлення фонтану було доручено Мігелю Хіменесу. Фігури Кібели і левів були вирізані з мармуру, видобутого в Монтескларос (Толедо), решта частини фонтана зведені з каменю Редуеньї, містечка, що знаходиться в 53 км на північ від Мадрида, недалеко від Сьєрра-де-Кабрери.
У фонтані представлено зображення богині родючості землі Кібели (в іспанському варіанті — Сібелес), що їде на колісниці з двома левами, в яких, згідно з міфом, богиня Афродіта перетворила Гіппомена й Аталанту, змусивши їх як покарання вічно везти цю колісницю.
Фігури богині та два леви спочатку, в 1782 році, були встановлені на бульварі Реколетос, поруч з палацом Буенавіста, а в кінці XIX століття перемістилися на своє нинішнє місце.